# Патяева, Екатерина Юрьевна
Екатери́на Ю́рьевна Патя́ева (род. 30 сентября 1958 г., Москва, РСФСР, СССР) — российский психолог, старший преподаватель кафедры психологии личности факультета психологии МГУ имени М. В. Ломоносова (с 2008 г.), кандидат психологических наук (с 2010 г.). Специалист в области культурно-исторической психологии личности, практической психологии личности, психологии жизненного творчества, психологии искусства, методологии психологии.
Является автором более 30 статей, в том числе опубликованных в ведущих научных журналах по данным Scopus, Web of Science, книги-монографии, 2-х научно-популярных изданий.
Занималась переводом работ западных психологов с английского и немецкого языков — в том числе книг Х. Хекхаузена, К. Фопеля, К. Левина, К. Роджерса, Д. Стерна, Р. Мэя, Дж. Бьюдженталя, В. Франкла и др.
Преподает в МГУ: общие курсы: «Психология личности», «Методологические основы психологии»; спецкурсы: «Историческая психология личности», «Психология жизненного творчества»; спецпрактикумы-супервизии: «Основы жизненного творчества», «Психотехника разрешения межличностных конфликтов».
Является автором методов групповой практики поддержки саморазвития личности — «Драматическая импровизация», «Диалог действий», развивает словесные практики личностной работы, в частности, стихотворную деятельность.

## Биография
Родилась 30 сентября 1958 г. в Москве, отец — военный инженер, мать — воспитатель детского сада, геофизик, специалист Минмонтажспецстроя. Училась в школе № 20 (в настоящее время: № 1239) с углубленным изучением английского языка, в старших классах — в школе № 444 с углублённым изучением математики и прикладной математики.
В 1976 г. поступила на факультет психологии МГУ, где училась у таких психологов, как А. Н. Леонтьев, Ю. Б. Гиппенрейтер, В. Я. Романов, В. К. Вилюнас, В. П. Зинченко и др. Наибольшее влияние на её профессиональное становление оказали Л. С. Выготский, М. М. Бахтин, М. К. Мамардашвили, В. К. Вилюнас, В. В. Малявин, Г. П. Щедровицкий, А. А. Пузырей, Дж. Бьюдженталь. В 1981 написала дипломную работу на тему «Чувства как относительно устойчивые мотивационно-эмоциональные образования человека» под руководством В. К. Вилюнаса.
В 1981-90 гг. работала на факультете: преподавала курсы «История психологии» и «Общая психология», занималась переводами, стала автором первого своего спецкурса «Экзистенциально-деятельностный тренинг», созданного под влиянием участия в организационно-деятельностных играх Г. П. Щедровицкого. В то же время начала заниматься психологической практикой.
В 1989 г. ушла с факультета психологии и стала работать школьным психологом в одной из первых московских гимназий, где осознала всю сложность воплощения психологических знаний в реальной социокультурной действительности.
В 1992-93 гг. участвовала в создании Новой Гуманитарной школы, где работала на протяжении пяти лет. С 1996 по 2008 гг. активно занималась переводами текстов иностранных психологов и частной практикой, работала над своей первой монографией «От рождения до школы. Первая книга думающего родителя» (2007).
В 2008 г., по приглашению А. Г. Асмолова, вернулась на факультет психологии МГУ на кафедру психологии личности. В 2010 г. защитила кандидатскую диссертацию на тему «Культурно-исторический анализ развития мотивации личности» под руководством А. Г. Асмолова. За второй период работы на факультете создала 4 спецкурса: «Историческая психология личности», «Основы жизненного творчества», «Психотехника разрешения межличностных конфликтов» и «Психология жизненного творчества». В 2018 г. была издана её вторая монография «Порождение действия. Культурно-деятельностный подход к мотивации человека».
В 2018 г. стала участником проекта «Постнаука» в разделе «Учить учиться», посвященному современным тенденциям в воспитании и обучении детей.
Помимо профессиональной деятельности пишет стихи и прозу, которые публикует на интернет-порталах «Стихи.ру» и «Проза.ру».

## Научная деятельность
Со студенческих лет Е. Ю. Патяева занимается изучением мотивации человеческих действий с точки зрения отечественного культурно-деятельностного подхода Л. С. Выготского, А. Н. Леонтьева и др. Многолетний опыт исследований в данной области отражен в её монографии «Порождение действия. Культурно-деятельностный подход к мотивации человека» (2018), в которой рассматривается система социокультурного мотивирования человеческого поведения и анализируются возможности появления свободных самоопределяемых действий.
Е. Ю. Патяева является специалистом в области семейной и детской психологии, семейного консультирования. Её научно-популярная книга «От рождения до школы. Первая книга думающего родителя» (2007) не раз переиздавалась и высоко оценивалась читателями. В ней отражены основные механизмы личностного, интеллектуального и социального развития ребёнка от 0 до 7 лет, выведенные на основе осмысления классических и современных психологических подходов и многолетнего опыта консультативной работы.
Большое место в научной деятельности Е. Ю. Патяевой отводится психологии искусства и творчества. В настоящее время занимается разработкой практик развития личности, в частности, Е. Ю. Патяева является автором методов групповой психологической работы с использованием художественных произведений «Драматическая импровизация», подробному описанию которого посвящена статья «Драматическая импровизация: практика поддержки саморазвития личности» (2015), и «Диалог действий», содержание которого отражено в статье «Диалог действий в мастерской жизненного творчества» (2018).
«Искусство позволяет по-новому открыть для себя других людей и самих себя, найти ответы на значимые для нас вопросы и поставить перед собой новые жизненные вопросы. Тем самым оно принципиально расширяет наши возможности личностного становления и является одной из важнейших сфер саморазвития личности…Входя в мир произведения, вставая на место героев и решая встающие перед ними жизненные задачи, участники групповой работы получают возможность расширить свой опыт и выйти за границы привычных способов поведения.»
В последние годы занимается разработкой методологических проблем психологии, в частности, выявлением и сопоставлением особенностей знаний, получаемых в исследовательской и практической психологии, а также воплощением в психологии классического, неклассического и постнеклассического идеалов рациональности.

## Публикации

#### Статьи
- Патяева Е. Ю. Классическое, неклассическое и постнеклассическое знание в современной психологии // Психологическое знание: современное состояние и перспективы развития / Под ред. А. Л. Журавлева и А. В. Юревича. М.: Институт психологии РАН, 2018. С. 160—193.
- Патяева Е. Ю. Мастерская саморазвития личности // Mobilis in mobili: личность в эпоху перемен / Под общ. ред. Александра Асмолова. М.: Издательский дом ЯСК, 2018. С. 501—529.
- Патяева Е. Ю. Интернет-сообщества как новая социальная реальность: психологические задачи «человека сетевого» // журнал «Институт психологии Российской академии наук. Социальная и экономическая психология». — 2018. — том 3, № 2, с. 74-109
- Патяева Е. Ю. Вдохнуть жизнь в свой голос: размышления над книгой Дж. Фокса «Целительное искусство стихотворения» // «Журнал практического психолога. Специальный выпуск: Словесное творчество как личностная работа». — 2017. — № 3, с. 32-48
- Патяева Е. Ю. Словесное творчество как личностная работа: введение // «Журнал практического психолога. Специальный выпуск: Словесное творчество как личностная работа». — 2017. — № 3, с. 3-8
- Патяева Е. Ю. Стихо-творение как жизненная практика: Мацуо Басё и Пауль Целан // «Журнал практического психолога. Специальный выпуск: Словесное творчество как личностная работа». — 2017. — № 3, с. 87-101
- Патяева Е. Ю. А. Н. Леонтьев, предмет психологии и третий вид психологической практики // Психология деятельности в XXI веке : к 50-летию факультета психологии МГУ имени М. В. Ломоносова: сборник научных трудов (Ученые записки кафедры общей психологии. Вып. 3); [науч. ред. Б. С. Братусь, Е. Е. Соколова. Е. В. Битюцкая]. — Москва : МГУ, 2016. С. 157—176.
- Патяева Е. Ю. Драматическая импровизация: практика поддержки саморазвития личности // «Журнал практического психолога», М.: Фолиум — 2016. -№ 3 2015, с. 175—197
- Патяева Е. Ю. Специфика знаний в практической и исследовательской психологии // Взаимоотношения исследовательской и практической психологии. Под ред. А. Л. Журавлева, А. В. Юревича. М.: Институт психологии РАН, 2015. С. 146—178.
- Патяева Е. Ю. Практики саморазвития личности в изменяющемся мире // электронный журнал «Психологические исследования». — 2015. — том 8, № 41, с. 9
- Патяева Е. Ю. Выстраивание отношений сотрудничества между взрослым и ребёнком // журнал «Детский сад от А до Я». — 2014. — № 1, с. 36-50
- Патяева Е. Ю. Актуальный А. Н. Леонтьев: предмет психологии и методологический кризис современной психологии // журнал «Вопросы психологии», М.: Педагогика. — 2013. — № 3, с. 54-66
- Патяева Е. Ю. Системы социокультурного мотивирования: концептуальная модель // журнал «Вестник Московского университета». Серия 14: Психология, М.: Издательство Московского университета. — 2013. — № 1, с. 24-41
- Patyayeva C. Motivational Dialogue as the Core of the Self-determination Process. // Motivation, Consciousness and Self-Regulation. N.Y.: Nova Science Publishers, 2012. Рр. 189—207.
- Патяева Е. Ю. Парадигмы в психологии мотивации статья // Парадигмы в психологии: науковедческий анализ. М.: Институт психологии РАН, 2012. С. 404—442.
- Патяева Е. Ю. Мотивационный диалог как основа тренинга самоопределения для старшеклассников // журнал «Образовательная политика». — 2012. — № 3 (59), с. 109—119
- Патяева Е. Ю. Системы социокультурного мотивирования: «этос», «социальное поле», «диспозитив» // журнал «Вестник Московского университета». Серия 14: Психология, М.: Издательство Московского университета. — 2012. — № 3, с. 81-94
- Патяева Е. Ю. На пути к культурно-исторической психологии мотивации: уровневая концепция человеческих действий П. Жане // журнал «Культурно-историческая психология», М.: Издательство МГППУ. — 2011. — № 1, с. 49-62
- Патяева Е. Ю. Детство сегодня: вызовы и возможности // журнал Образовательная политика. — 2010. — № 5-6, с. 100—104
- Патяева Е. Ю. К истокам культурно-исторического понимания человеческой мотивации: французская социологическая школа // журнал «Культурно-историческая психология», М.: издательство МГППУ. — 2009. — № 4, с. 10-22
- Патяева Е. Ю. Состояние диалога: опыт феноменологического анализа // В изд.: Телефон доверия — служба понимания в обществе: Сборник статей и тезисов выступлений III Международной конференции Телефонов доверия. — Т. 67. — Национальный фонд защиты детей от жестокого обращения Москва, 2008. — С. 67-70.
- Патяева Е. Ю. Жестокость школы: тихие кризисы и искажение хода развития // Работа переживания и психологическая помощь детям: Сборник статей и тезисов выступлений II Международной конференции Телефонов доверия. — Национальный фонд защиты детей от жестокого обращения Москва, 2007. — С. 66-72.
- Патяева Е. Ю. Мотивация учения: заданное, стихийное и самоопределяемое учение // Современная психология мотивации / Под ред. Д. А. Леонтьева. — Смысл Москва, 2002. — С. 289—313.
- Патяева Е. Ю. К анализу сложных форм опосредования индивидуальной деятельности // Деятельностный подход в психологии: проблемы и перспективы: Сб. науч. тр. / Под ред. В. В. Давыдова и Д. А. Леонтьева. — изд. АПН СССР Москва, 1990. — С. 83 −96.
- Патяева Е. Ю. Ситуативное развитие и уровни мотивации // журнал «Вестник Московского университета». Серия 14: Психология, М.: Издательство Московского университета. — 1983. — № 4, с. 23-33

#### Книги
- Патяева Е. Ю. От рождения до школы. Первая книга думающего родителя // М.: Смысл, 2007. ISBN 987-5-89357-234-6
- Кривцова С. В., Патяева Е. Ю. Семья: искусство общения с ребёнком // М.: Учебная книга БИС, 2008. ISBN 978-5-948-34101-9
- Патяева Е. Ю. Порождение действия. Культурно-деятельностный подход к мотивации человека // М.: Смысл, 2018. ISBN 978-5-89357-372-5

#### Переводы
- Вартегг Э. Уровневая диагностика. [пер. с нем. Е. Ю. Патяевой]; Под ред. В. К. Калиненко. Калиненко В. К. Рисуночный тест Вартегга. — М.: Смысл, 2004 ISBN 5-89357-170-3
- Нюттен Ж. Мотивация, действие и перспектива будущего : учеб. пособие для студентов вузов, обучающихся по направлению и специальностям психологии / Жозеф Нюттен; под ред. Д. А. Леонтьева; [пер. с англ. Е. Ю. Патяевой и др.]. — Москва : Смысл, 2004. ISBN 5-89357-151-7
- Левин К. Динамическая психология : Избр. тр. / Курт Левин; Под общ. ред. Д. А. Леонтьева и Е. Ю. Патяевой; [Сост., пер. с нем. и англ. яз. и науч. ред. Д. А. Деонтьев, Е. Ю. Патяева]. — М. : Смысл, 2001. ISBN 5-89357-092-8
- Фопель К. В. Как научить детей сотрудничать? : психологические игры и упражнения : ч. 1-4 / Клаус Фопель; [пер. с нем. Д. Дмитриева, О. Ковалевской, Е. Патяевой]. — Москва : Генезис, 2006. ISBN 5-98563-075-7
- Стерн Д. Н. Дневник младенца. [пер. Е. Патяевой, А. Локтионовой]. — М.: Генезис, 2001. ISBN 5-85297-032-8.
- Роджерс К., Фрейберг Д. Свобода учиться: методический материал ; Под науч. ред. А. Б. Орлова; Предисл. Н. Роджерс; [пер. с англ. А. Б. Орлова, С. С. Степанова, Е. Ю. Патяевой]. — Москва : Смысл, 2002. ISBN 5-89357-099-5.
- Тингей-Михаэлис К. Дети с недостатками развития : кн. в помощь родителям / Кэрол Тингей — Михаэлис; [пер. с англ. Е. Ю. Патяевой]. — Москва : Педагогика, 1988. — 237 с. : фот. — Предм. указ.: с. 226—233. — ISBN 5-7155-0193-8
- Мэй Р. Сила и невинность: в поисках истоков насилия [под ред. и с предисл. Д. А. Леонтьева; пер. с англ. А. П. Попогребского, А. В. Лызлов, Е. Ю. Патяева]. — М. : Смысл, 2001. ISBN 5-89357-117-7
- Хекхаузен Х. Мотивация и деятельность. [пер. с нем. С. Дмитриева, Д. Леонтьева, Е. Патяевой, С. Шапкина, А. Шапкиной]. СПб.: Питер; М.: Смысл, 2003.
- Франкл В. Десять тезисов о личности. [пер. Е. Ю. Патяевой под ред. Д. А. Леонтьева]. Экзистенциальная традиция: философия, психология, психотерапия. 2005. № 2, с.4-13
- Бьюдженталь Д. Смысл текущего момента. [пер. с англ. Е. Ю. Патяевой под ред. Д. А. Леонтьева]. Экзистенциальная традиция. 2006. № 2. С. 126‑146.